# Distribució de tipus fase
Una distribució de tipus fase és una distribució de probabilitat construïda per una convolució o barreja de distribucions exponencials. Resulta d'un sistema d'un o més processos de Poisson interrelacionats que ocorren en seqüència o fases. La seqüència en què es produeix cadascuna de les fases pot ser en si mateixa un procés estocàstic. La distribució es pot representar mitjançant una variable aleatòria que descriu el temps fins a l'absorció d'un procés de Màrkov amb un estat d'absorció. Cadascun dels estats del procés de Markov representa una de les fases.
Té un equivalent en temps discret – la distribució de tipus fase discreta.
El conjunt de distribucions de tipus fase és dens en el camp de totes les distribucions de valors positius, és a dir, es pot utilitzar per aproximar qualsevol distribució de valors positius.

## Definició
Considereu un procés de Màrkov de temps continu amb m+1 estats, on m≥1, de manera que els estats 1,..., m són estats transitoris i l'estat 0 és un estat absorbent. A més, deixem que el procés tingui una probabilitat inicial de començar en qualsevol dels m+1 fases donades pel vector de probabilitat (α0, α) on α0 és un escalar i α és un vector 1×m.
La distribució de fase contínua és la distribució del temps des de l'inici del procés anterior fins a l'absorció en estat absorbent.
Aquest procés es pot escriure en forma d'una matriu de velocitat de transició,
{\displaystyle {Q}=\left[{\begin{matrix}0&\mathbf {0} \\\mathbf {S} ^{0}&{S}\\\end{matrix}}\right],}
on S és una matriu m×m i S0 = –S 1 . Aquí 1 representa un vector columna m×1 amb cada element que val 1.

## Caracterització
La distribució del temps X fins que el procés arriba a l'estat absorbent es diu que és distribuïda en fase i es denota PH(α,S).
La funció de distribució de X ve donada per,
{\displaystyle F(x)=1-{\boldsymbol {\alpha }}\exp({S}x)\mathbf {1} ,}
i la funció de densitat,
{\displaystyle f(x)={\boldsymbol {\alpha }}\exp({S}x)\mathbf {S^{0}} ,}
per a tot x > 0, on exp( · ) és l'exponencial de la matriu. Normalment s'assumeix que la probabilitat que el procés comenci en l'estat absorbent és zero (és a dir, α0= 0). Els moments de la funció de distribució estan donats per
{\displaystyle E[X^{n}]=(-1)^{n}n!{\boldsymbol {\alpha }}{S}^{-n}\mathbf {1} .}
La transformada de Laplace de la distribució de tipus de fase ve donada per
{\displaystyle M(s)=\alpha _{0}+{\boldsymbol {\alpha }}(sI-S)^{-1}\mathbf {S^{0}} ,}
on I és la matriu identitat.